# Colin Ireland
Colin Ireland (Dartford, 16 maart 1954 - Wakefield, 21 februari 2012) was een Engelse seriemoordenaar die veroordeeld werd tot vijfmaal levenslang voor de moorden op vijf mannen. Hij is ook bekend onder de bijnaam Gay Slayer.

## Jeugd
Zijn vader heeft hij nooit gekend, hij verliet zijn moeder na zijn geboorte. Ze verhuisden regelmatig omdat zijn moeder steeds andere vriendjes had. Ook woonden ze regelmatig in opvangplekken voor daklozen. Hij werd als kind regelmatig benaderd door mannen of hij seks met ze wilde. Hij is nooit verkracht maar was woest over de verzoeken. Door de vele verhuizingen was het moeilijk vrienden maken. Omdat hij constant de nieuwe jongen in de klas was werd hij vaak gepest. Begin jaren 80 verhuist hij naar Londen. Hij trouwt twee keer en kreeg een dochter.

## Werkwijze
Ireland lokte zijn slachtoffers in homocafé The Coleherne in Londen in 1993, terwijl hij zelf al drie keer met een vrouw trouwde. Het was er de gewoonte openlijk uit te komen voor de voorkeur dominant of onderdanig door middel van kleuren in de kleding. Ireland heeft nooit iets anders verklaard dan zelf heteroseksueel te zijn.

## Slachtoffers
- Peter Walker  (45) - Walker gooide op 8 maart 1993 zijn drankje over Irelands kleren in The Coleherne, waarna hij hem smeekte daarvoor gestraft te worden. In de woning van Walker liet die zich vrijwillig naakt vastbinden aan zijn bed. Daarna begon Ireland hem echter te slaan met een riem en verstikte met een plastic zak over het hoofd. Vervolgens verbrandde Ireland Walkers schaamhaar. Ireland bleek zelf goed weggekomen te zijn, toen hij erachter kwam dat Walker hiv onder de leden had. Na de moord belde hij The Sun met de mededeling dat het zijn nieuwjaars-voornemen was geweest een homo te vermoorden.
- Christopher Dunn (37) - Ireland ontmoette Dunn op 28 mei in The Coleherne. Deze liet zich in zijn appartement boeien aan handen en voeten. Nadat Ireland vervolgens Dunn zijn pincode ontfutselde, sloeg hij hem met een riem, verbrandde zijn testikels met een aansteker en verstikte hem door lappen stof in zijn mond te stoppen.
- Perry Bradley III (35) - Bradley werd al op 4 juni Irelands derde slachtoffer. Na een ontmoeting in The Colehurne liet Bradley zich in zijn woning vastbinden. Na ook zijn pincode bemachtigd te hebben, wurgde Ireland zijn slachtoffer met een strop om zijn nek.
- Andrew Collier (33) - Ireland bleek erg gesteld op publiciteit rond zijn moorden. Omdat die nog niet naar tevredenheid was, beging hij drie dagen later - 7 juni - al de volgende moord. Dezelfde modus operandi tot aan het vastbinden op bed en het opknopen met een strop herhaalde zich. Colliers pincode kreeg hij deze keer niet los. Toen uit diens papieren bleek dat Ireland weer een hiv-geïnfecteerde had getroffen, laaide zijn woede net als bij Walker hoger op. Ireland verbrandde delen van het lijk, vermoordde diens kat en plaatste het beest met zijn bek over Colliers penis. Op 12 juni belde Ireland de politie, met de mededeling dat hij er nu vier te pakken had en dat de volgende eraan kwam.
- Emanuel Spiteri (41) - Op de dag van het telefoontje, maakte Ireland zijn laatst bekende slachtoffer. Na een herhaling van zetten - The Coleherne, woning, vastbinden - kreeg hij Spiteri's pincode los, maar deed hij het al meer voor de diefstal dan voor de moord, verklaarde hij later zelf. Maar omdat hij niet op een later tijdstip herkend wilde worden door Spiteri, hing Ireland ook hem op aan een strop. Vervolgens stak hij Spiteri's flat in brand. De volgende dag belde Ireland de politie om te zeggen waar het lijk lag en dat zijn reeks waarschijnlijk 'af' was nu.

## Arrestatie
Nadat de politie verschillende daderprofielen publiek verspreidde, liep Ireland bij zijn advocaat binnen. Die vertelde hij dat hij indertijd bij Spiteri was geweest, maar dat hij niets te maken had met de moorden. Hiermee verraadde Ireland zichzelf, want zijn vingerafdrukken bleken ook aanwezig op het raamkozijn van slachtoffer vier, Collier. Vervolgens werd hij aangeklaagd voor de moorden op Spiteri en Collier. Hij bleef dit ontkennen tot op 19 augustus, toen hij verklaarde de gay slayer te zijn en alle vijf de moorden gepleegd te hebben.
Hij sterft uiteindelijk zelf in HM Prison Wakefield (mannengevangenis, bekend als de "Monster Mansion") in 2012.